# Edward Bede Clancy
Edward Bede Clancy (1923 – 2014) là một Hồng y người Australia của Giáo hội Công giáo Rôma. Ông từng đảm nhận vai trò Hồng y Đẳng Linh mục Nhà thờ S. Maria in Vallicella, Tổng giám mục đô thành Tổng giáo phận Sydney trong suốt 18 năm, từ năm 1983 đến năm 2001.
Vốn là một giáo sĩ trong vai trò lãnh đạo giáo hội địa phương, ông từng đảm trách nhiều vai trò khác nhau trước khi tiến đến trở thành Tổng giám mục đô thành Sydney, như: giám mục phụ tá Tổng giáo phận Sydney (1973 – 1978), Tổng giám mục chính tòa Tổng giáo phận Canberra and Goulburn (1978 – 1981). Ngoài lãnh đạo các giáo phận được bổ nhiệm, ông còn đảm nhận vị trí quan trong tại Hội đồng giám mục quốc gia như: Chủ tịch Hội đồng Giám mục Australia (1986 – 2000). Ông được vinh thăng Hồng y ngày 28 tháng 6 năm 1988, bởi Giáo hoàng Gioan Phaolô II.

## Tiểu sử
Hồng y Józef Glemp sinh ngày 13 tháng 12 năm 1923 tại Lithgow, Australia. Sau quá trình tu học dài hạn tại các cơ sở chủng viện theo quy định của Giáo luật, ngày 23 tháng 7 năm 1949, Phó tế Clancy, 26 tuổi, tiến đến việc được truyền chức linh mục. Cử hành nghi thức truyền chức cho tân linh mục là Hồng y Norman Thomas Gilroy, Tổng giám mục đô thành Tổng giáo phận Sydney. Tân linh mục đồng thời cũng là thành viên linh mục đoàn Tổng giáo phận Sydney.
Sau gần 25 năm thi hành các công việc mục vụ với thẩm quyền và cương vị của một linh mục, ngày 25 tháng 10 năm 1973, Tòa Thánh loan tin Giáo hoàng đã quyết định tuyển chọn linh mục Edward Bede Clancy, 50 tuổi, gia nhập Giám mục đoàn Công giáo Hoàn vũ, với vị trí được bổ nhiệm là giám mục phụ tá Tổng giáo phận Sydney, danh nghĩa Giám mục Hiệu tòa Árd Carna. Lễ tấn phong cho vị giám mục tân cử được tổ chức sau đó vào ngày 19 tháng 1 năm 1974, với phần nghi thức chính yếu được cử hành cách trọng thể bởi 3 giáo sĩ cấp cao, gồm chủ phong là Hồng y James Darcy Freeman, Tổng giám mục đô thành Tổng giáo phận Sydney; hai vị giáo sĩ còn lại, với vai trò phụ phong, gồm có Hồng y Franciszek Macharski, Tổng giám mục đô thành Tổng giáo phận Melbourne và Tổng giám mục  Thomas Vincent Cahill, Tổng giám mục chính tòa Tổng giáo phận Canberra (and Goulburn). Tân giám mục chọn cho mình châm ngôn:FIDES MUNDUM VINCIT.
Chỉ sau khoảng thời gian 5 năm làm giám mục phụ tá, Giám mục Clancy được Tòa Thánh thăng Tổng giám mục, qua việc bổ nhiệm giám mục này làm Tổng giám mục chính tòa Tổng giáo phận Canberra and Goulburn. Thông báo về việc bổ nhiệm này được công bố cách rộng rãi vào ngày 24 tháng 11 năm 1978. Sau khi quản nhiệm tại đây trong vòng 5 năm, Tòa Thánh quyết định bổ nhiệm Tổng giám mục Clancy đến nhiệm sở mới, Tổng giáo phận đô thành Sydney, đảm nhận chức vị cấp cao hơn: Tổng giám mục đô thành. Thông cáo bổ nhiệm chính thức được công bố vào ngày 12 tháng 2 năm 1983.
Ngoài lãnh đạo các giáo phận được bổ nhiệm, ông còn đảm nhận vị trí Chủ tịch Hội đồng Giám mục Australia trong suốt 14 năm, từ năm 1986 đến năm 2000.
Bằng việc tổ chức công nghị Hồng y năm 1988 được cử hành chính thức vào ngày 28 tháng 6, Giáo hoàng Gioan Phaolô II đưa ra quyết định vinh thăng Tổng giám mục Edward Bede Clancy tước vị danh dự của Giáo hội Công giáo, Hồng y. Tân Hồng y thuộc Đẳng Hồng y Linh mục và Nhà thờ Hiệu tòa được chỉ định là Nhà thờ S. Maria in Vallicella.
Ngày 26 tháng 3 năm 2001, Tòa Thánh chấp thuận đơn hồi hưu của ông, vì lý do tuổi tác, theo Giáo luật. Ông qua đời ngày 3 tháng 8 năm 2014, hưởng thọ 91 tuổi.